# Комитопули
Комитопули (на византийски гръцки: Κομητόπουλοι, Komitopuloï или Komitopuli, от гръцкото κομιτοπούλος – син на комит) са наречени синовете на управителя на комитат (област) Средец, българския болярин комит Никола.

## Произход
Произходът на комит Никола е предмет на спорове. Теза, популярна най-вече в западноевропейската византология, застъпва арменския произход на Комитопулите. Тя се базира главно върху твърденията на арменския хронист Стефан Таронски, че братята Комитопули са арменци, които Василий II, също арменец, довел със себе си в Тракия. Широкото разпространение на името на майката Рипсимия сред арменците и честата употреба на имената Давид, Мойсей, Арон и Самуил в Арменската църква също навеждат на мисъл за евентуален арменски произход.
Руският историк Александър Хилфердинг смята, че тези сведения в арменските източници са неправилно тълкуване на данни, свързващи комитопулите с „арменска ерес“ на Балканите – павликянство или богомилство. Множество източници показват православното вероизповедание на цар Самуил, но житието на Иван Владимир описва цар Иван Владислав като активен поддръжник на богомилството и масалианството.
Съществува и схващане, че те произлизат от славянското племе берзити (бърсяци), населявало днешна Македония. В изворите обаче няма указания комит Никола да има нещо общо с местните славянски князе.
Съществуват и хипотези за прабългарски корени на комитопулите, като някои историци допускат родствена връзка между комита и владетелите от Преслав. Пряко свидетелство за българското самосъзнание, което имат потомците на Никола, е Битолският надпис, в който неговият внук, цар Иван Владислав, се определя сам като „българин по род“.

## Семейно владение
Спорен е въпросът коя област е управлявал Никола. Част от учените предполагат, че това е областта около Средец, а други сочат района около Охридското езеро и Преспанските езера. Според друга теория семейните владения на комит Никола са се намирали в областта Разметаница – източно от Велбъжд, днес – Кюстендил, а седалището му в местността „Царичина“ при днешното село Палатово. Именно там е обезглавен от Самуил неговия по-голям брат – Аарон (комитопул), който единствен сред братята – синове на комит Никола преживява преломното време на завоюването от Йоан I Цимиски на Дунавска България.
Синовете на Никола (като майка им Рипсимия) носят старозаветни библейски имена.
Самуил пренася мощите на светеца покровител на България и българите от близкото място на неговото богослужение, днес Рилския манастир, в Средец, от който комитатски център започва офанзивата за отвоюването на източните български земи от Византия.

## Излизане на историческата сцена
През 970 г. източната част на България, заедно със столицата Преслав, е завладяна от войските на киевския княз Светослав I, изпратен там от Византия със задачата да окупира страната и да я предаде след това на Източната Римска империя, срещу съответните политически облаги. Българският цар Борис II прави опит да се споразумее със Светослав, което предизвиква недоволството на ромеите. През 971 г. император Йоан I Цимисхи изпраща войски и прогонва Светослав на север от Дунав, и кани цар Борис II.
Редица сръбски автори смятат, че родът им има частично или изцяло арменски произход.
След 971 г., когато император Йоан Цимисхи завладял Източна България, владенията на комитопулите започнали да привличат онези български боляри, които желаели да продължи борбата срещу Византия. При комитопулите се установил и Преславският патриарх Дамян, който по този начин показал, че независимите български земи са продължение на държавната и църковна традиция на Преславска България. Опрени на тази традиция и на многобройния слой все още лично свободни селяни в планинските области на тогавашната Западна и в частност Югозападна България, четиримата комитопули започнали борба срещу Византия.

## Разпределение по комитати
Комитопулите управляват в западните части на Първото българско царство. Давид ръководи българските територии в Тесалия, негово управленческо седалище са Костур и Преспа. Вторият брат – Мойсей се организира в Струмица. Неговата цел е да охранява българското Беломорие. Арон – третият брат се намира в Средец, той възпира византийците да не преминат линията Одрин—Пловдив—София—Ниш—Белград, т.е. за контрола върху Виа Милитарис. Най-малкият брат, Самуил управлява Видин, негова задача е да изготви план за освобождението на изгубените български земи на североизток. Главната цел и на четиримата братя е да укрепят държавата и да си върнат изгубените български земи.

## Поход срещу Византия
До 976 г. комитопулите укрепвали своята власт в областта от Видин до Тесалия, установявайки дипломатически връзки на българската държава с германския император Отон I и подготвяйки голямо нападение срещу Византия. Благоприятният момент за това настъпил в годината на смъртта на император Йоан Цимисхи (976 г.). Неговият приемник император Василий II се изправил пред сериозни вътрешни препятствия и нямал сили да спре започналото българско настъпление. Чрез бързи военни действия българите постигнали освобождаване на Северна България от византийска власт, но Тракия останала под властта на Източната Римска империя. Войските на Мойсей и Давид напредвали на юг към Тесалия и на югоизток към Сяр. В хода на военните операции двамата по-възрастни комитопули намерили своята гибел. Арон от своя страна се поддал на интригите на византийската дипломация и се опитал с византийска помощ да стане едноличен владетел на българските земи. Заговорът му бил разкрит от брат му Самуил. Според нравите на времето Арон и целият му род били наказани със смърт в областта Разметаница (около гр. Дупница). Пощаден бил само Ароновият син, бъдещият български цар Иван Владислав. Тези събития са предпоставка за бъдещото еднолично управление на Самуил. През 997 г., след смъртта на цар Роман и отмирането на Крумовата династия, Самуил е провъзгласен за цар, с което се поставя началото на краткото управление на владетелите от династията на комитопулите, управлявала до 1018 г.

## Продължения на династията
След падането на България под византийска власт, наследниците на династията се включват в управлението на Византия, посредством Аароновия клон – в династията на Комнините. Племенница на Самуил се жени в зетския род Воиславлевичи, който в лицето на княза Михаил Войслав получава непосредствено след Великата схизма и първата кралска титла в префектура Илирик. Кралската титла остава за сина Константин Бодин, който не успява да възстанови Царство България с неуспешното въстание на Георги Войтех. Царското коляно по линия на Самуил, посредством Княгиня Агата, се влива в управляващите европейски дворове през следващите векове. Зетският клон на Комитопулите е въдворен в управляващите средновековни династии на кралство Дукля, Сръбското кралство, кралство Унгария и Второто българско царство, а посредством Арпадите на практика участват във формирането на повечето европейски владетелски родове.
Цар Иван Владислав, син на Арон и племенник на Самуил, от своя страна посредством потомците си участва в създаването на всички управляващи Византия династии след Комнините. Негови потомци са начело и на Второто българско царство, кралство Рашка, княжество Влахия, княжество Молдова, княжество Трансилвания, като и във вените на основателя на съвременна Русия и пръв неин цар Иван Грозни, също така е текла комитопулска кръв – по линия на майка му Елена Глинская. Аароновият клон на Комитопулите, посредством Комнините, участва и в зараждането на повечето европейски управляващи династии в т.ч. и на Свещената Римска империя, а посредством т.нар. Велики Комнини – и в тези на Сефевидите и Великите Моголи.

## Родословно дърво
|       |       | Комита Никола   | Комита Никола   | Комита Никола   | Комита Никола   | Комита Никола   | Комита Никола   |        |        |        |        |                |                | Рипсимия от Царичина | Рипсимия от Царичина | Рипсимия от Царичина | Рипсимия от Царичина | Рипсимия от Царичина | Рипсимия от Царичина |      |      |           |           |                  |                  |                  |                  |                  |                  |  |  |                |                |                |                |                    |                    |                    |                    |                    |                    |
|       |       | Комита Никола   | Комита Никола   | Комита Никола   | Комита Никола   | Комита Никола   | Комита Никола   |        |        |        |        |                |                | Рипсимия от Царичина | Рипсимия от Царичина | Рипсимия от Царичина | Рипсимия от Царичина | Рипсимия от Царичина | Рипсимия от Царичина |      |      |           |           |                  |                  |                  |                  |                  |                  |  |  |                |                |                |                |                    |                    |                    |                    |                    |                    |
|       |       |                 |                 |                 |                 |                 |                 |        |        |        |        |                |                |                      |                      |                      |                      |                      |                      |      |      |           |           |                  |                  |                  |                  |                  |                  |  |  |                |                |                |                |                    |                    |                    |                    |                    |                    |
|       |       |                 |                 |                 |                 |                 |                 |        |        |        |        |                |                |                      |                      |                      |                      |                      |                      |      |      |           |           |                  |                  |                  |                  |                  |                  |  |  |                |                |                |                |                    |                    |                    |                    |                    |                    |
| Давид | Давид | Давид           | Давид           | Давид           | Давид           |                 |                 | Мойсей | Мойсей | Мойсей | Мойсей | Мойсей         | Мойсей         |                      |                      | Арон                 | Арон                 | Арон                 | Арон                 | Арон | Арон |           |           | Самуил Български | Самуил Български | Самуил Български | Самуил Български | Самуил Български | Самуил Български |  |  |                |                |                |                | Косара Хрисилийска | Косара Хрисилийска | Косара Хрисилийска | Косара Хрисилийска | Косара Хрисилийска | Косара Хрисилийска |
| Давид | Давид | Давид           | Давид           | Давид           | Давид           |                 |                 | Мойсей | Мойсей | Мойсей | Мойсей | Мойсей         | Мойсей         |                      |                      | Арон                 | Арон                 | Арон                 | Арон                 | Арон | Арон |           |           | Самуил Български | Самуил Български | Самуил Български | Самуил Български | Самуил Български | Самуил Български |  |  |                |                |                |                | Косара Хрисилийска | Косара Хрисилийска | Косара Хрисилийска | Косара Хрисилийска | Косара Хрисилийска | Косара Хрисилийска |
|       |       |                 |                 |                 |                 |                 |                 |        |        |        |        |                |                |                      |                      |                      |                      |                      |                      |      |      |           |           |                  |                  |                  |                  |                  |                  |  |  |                |                |                |                |                    |                    |                    |                    |                    |                    |
|       |       |                 |                 |                 |                 |                 |                 |        |        |        |        |                |                |                      |                      |                      |                      |                      |                      |      |      |           |           |                  |                  |                  |                  |                  |                  |  |  |                |                |                |                |                    |                    |                    |                    |                    |                    |
|       |       | Катун Анастасия | Катун Анастасия | Катун Анастасия | Катун Анастасия | Катун Анастасия | Катун Анастасия |        |        |        |        | Теодора Косара | Теодора Косара | Теодора Косара       | Теодора Косара       | Теодора Косара       | Теодора Косара       |                      |                      |      |      | Мирослава | Мирослава | Мирослава        | Мирослава        | Мирослава        | Мирослава        |                  |                  |  |  | Гаврил Радомир | Гаврил Радомир | Гаврил Радомир | Гаврил Радомир | Гаврил Радомир     | Гаврил Радомир     |                    |                    |                    |                    |